# Toxophora carcelii
Toxophora carcelii är en tvåvingeart som beskrevs av Guérin-Méneville 1831. Toxophora carcelii ingår i släktet Toxophora och familjen svävflugor. Inga underarter finns listade i Catalogue of Life.